# 25-а танкова дивизия (Вермахт)
25-а танкова дивизия е една от танковите дивизии на Вермахта по време на Втората световна война.

## История
25-а танкова дивизия е сформирана през февруари 1942 г. от окупационни формации разположени в Норвегия. През август 1943 г. е прехвърлена в южна Франция, където е разширена до пълна дивизия. През октомври същата година е изпратена на южния сектор на Източния фронт. Участва в боевете западно от Киев. През март 1944 г. понася тежки загуби по време на отстъплението през северна Украйна. През април същата година е изпратена в Дания за възстановяване. През септември е прехвърлена на централния сектор на Източния фронт. Участва в защитата на линия Вистула и защитата на Варшава. Изтегля се в Германия през февруари 1945 г., а през май е унищожена от Червената армия.

## Командири
- Генерал-лейтенант Йохан Харде – (25 февруари 1942 – 31 декември 1942 г.)
- Генерал-лейтенант Адолф фон Шел – (1 януари 1943 – 15 ноември 1943 г.)
- Генерал на танковите войски Георг Яуер – (15 ноември 1943 – 20 ноември 1943 г.)
- Генерал-лейтенант Ханс Трьогер – (20 ноември 1943 – 10 май 1944 г.)
- Генерал-майор Освин Гролиг – (1 юни 1944 – 18 август 1944 г.)
- Генерал-майор Оскар Аудьорш – (18 август 1944 – 8 май 1945 г.)

## Носители на награди
- Носители на свидетелство за похвала от главнокомандващия на армията (1)
- Носители на Германски кръст, златен (7)
- Носители на почетна кръгла тока на сухопътните части (5)
- Носители на Рицарски кръст (4)